# Pierre Fournier

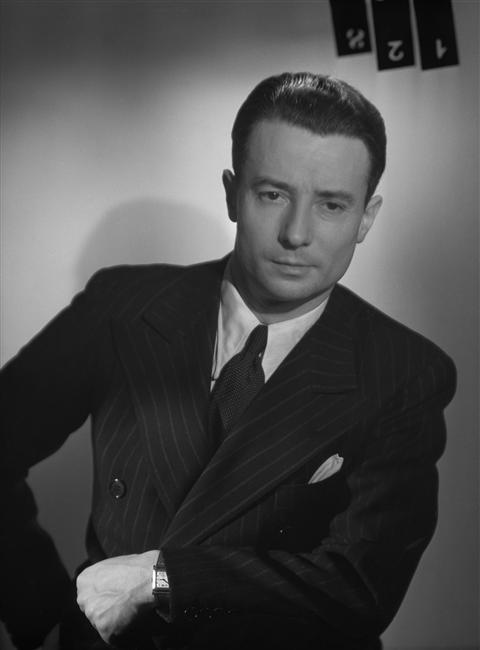
Pierre Fournier (1941)

Pierre Fournier (* 24. Juni 1906 in Paris; † 8. Januar 1986 in Genf) war ein französischer Cellist.
Pierre Fournier war besonders für sein sangliches Cellospiel bekannt. Seine Aufnahmen der Suiten für Violoncello solo von Johann Sebastian Bach gehören zu den herausragenden Tondokumenten der Schallplattengeschichte.

## Leben
Fournier wurde 1906 in Paris als Sohn eines französischen Generals geboren. Von seiner Mutter lernte er das Klavierspielen. Durch eine leichte Form der Kinderlähmung verlor er die Gewandtheit im Umgang mit seinen Beinen, wodurch ihm der Pedaleinsatz beim Klavier schwerfiel. Daher wechselte er im Alter von 9 Jahren zum Cello. Er besuchte das Collège Saint-Louis-de-Gonzague und schloss 1923 im Alter von 17 Jahren das Konservatorium in Paris ab. Er wurde als Cellist der Zukunft (« le violoncelliste du futur ») gefeiert und für seine Virtuosität und Bogenführung gelobt. Bekannt wurde er 1925, als er mit dem Orchester Édouard Colonne zusammenspielte. Er unternahm Tourneereisen quer durch Europa und spielte mit allen wichtigen Musikern seiner Zeit zusammen. Für die BBC spielte er zusammen mit Artur Schnabel, Joseph Szigeti und William Primrose die gesammelten kammermusikalischen Werke von Johannes Brahms und Franz Schubert auf Schallfolien ein. Die Aufnahmen verfielen, bevor sie auf ein haltbareres Medium übertragen werden konnten.
Fournier lehrte von 1937 bis 1949 an der École normale de musique de Paris und am Pariser Konservatorium. Während des Zweiten Weltkriegs trat er 82-mal auf im „Radio Paris“, was 1949 zu einem Arbeitsverbot von sechs Monaten wegen NS-Kollaboration führte. Seine erste Konzertreise in die USA unternahm er 1948, wo er mit großem Erfolg in New York und Boston auftrat.
1956 verlegte er seinen Wohnsitz in die Schweiz, gab seine französische Staatsbürgerschaft allerdings nie auf. 1963 wurde er Mitglied der Französischen Ehrenlegion. Seine letzten öffentlichen Konzerte gab Fournier mit 78 Jahren, zwei Jahre vor seinem Tod.

## Preise und Auszeichnungen
Grammy Award für die Beste Kammermusikdarbietung:
- 1975: Pierre Fournier, Arthur Rubinstein & Henryk Szeryng für Johannes Brahms: Trios / Robert Schumann: Trio Nr. 1 in d-Moll
- 1976: Pierre Fournier, Arthur Rubinstein & Henryk Szeryng für Franz Schubert: Trios Nr. 1 in B-Dur, Op. 99 und Nr. 2 in E-Dur, Op. 100 (Klaviertrios)